# アレックス・ヒメネス
アレハンドロ・ヒメネス・サンチェス（Alejandro Jiménez Sánchez, 2005年5月8日 - ）は、スペイン・マドリード出身のサッカー選手。セリエA・ACミラン所属。ポジションはDF（両SB）。

## クラブ経歴
マドリードで生まれ、タラベラ・デ・ラ・レイナで育ったヒメネスは、地元チームのタラベラCFとUDタラベラでキャリアをスタートさせた。2012年にレアル・マドリードに加入し、当初はFWのセンターフォワードとしてプレイしていたが右ウイングに変更、最終的には右サイドバックにコンバートした。レアル・マドリードのユースチームでのパフォーマンスは、FCバイエルン・ミュンヘンやチェルシーFCの注目を集めた。この関心に興味を示さず、レアル・マドリードと2027年までの最初のプロ契約を結び、カスティージャで最も高給取りの選手の一人となった。
2023年7月25日、ACミランに2024年6月30日までの買取オプション付レンタルで移籍、当初はプリマヴェーラの名簿に加わり、後にトップチームのトレーニングを積む。2023年10月22日、トップチーム初招集入りを果たすと、2024年1月2日、コッパ・イタリアのカリアリ戦に左サイドバックとしてスタメン出場し、ミランデビューを果たした。
2024年6月28日、ACミランは買取オプションを行使、ヒメネスと2028年6月までの契約を結んだ事を発表した。更に2029年6月までの契約延長オプションもある。

## 代表経歴
ユースの国際レベルでスペイン代表を務めている。

## プレースタイル
1対1に強くてアグレッシブなヒメネスは、速いペース、優れた予測力、広範囲のパスレンジで知られている。彼はリヴァプールFCのトレント・アレクサンダー＝アーノルドを尊敬する選手として挙げている。